# Alfred Zöttl
Alfred Zöttl (geboren am 22. Jänner 1936; gestorben am 30. September 2020 in Wien) war ein österreichischer Bronzegießer.

## Leben
Aufgewachsen ist er bei seinen Großeltern als uneheliches Kind in Wien-Hernals. In den Kriegswirren kam die Familie nach Maria Taferl, wo er vier Jahre die Volksschule besuchte und danach vier Jahre das Stiftsgymnasium Melk. Anschließend absolvierte er die Gewerbeschule für Maschinenbau. Von 1957 bis 1960 machte er eine Lehre als Metallgießer, der sich 1964 die Meisterprüfung anschloss. 
Er ging anschließend nach Berlin und arbeitete bei einem Unternehmen, das sich vor allem mit dem Guss von Bildern beschäftigte. 1966 eröffnete er seine eigene Gießerei in Wien-Margareten und führte diese bis zu seiner Pensionierung im Jahr 2010. Am 3. Oktober 1968 stürzte er von einem Baugerüst und erlangte nach langem Krankenhausaufenthalt seine Bewegungsfähigkeit wieder.
1983 wurde ihm im Rahmen der internationalen Handwerksmesse in München eine Ausstellung mit entsprechender Öffentlichkeitsarbeit gewidmet. Von 1979 bis 1995 war er Innungsmeister der Metallgießer.

## Werk und Wirken
Alfred Zöttl war bekannt für seine traditionelle und zugleich innovative Herangehensweise an den Bronzeguss. Seine Gießerei galt als eine der letzten in Österreich, die das klassische Sandguss-Verfahren praktizierte. Er war prägend für Generationen von Kunstgießern, darunter auch Künstler wie Slavko Mikic, der bei Zöttl seine Ausbildung absolvierte.

Zöttl arbeitete eng mit zahlreichen wichtigen Künstlern zusammen und setzte ihre Entwürfe in Bronze um. Besonders intensiv war seine Zusammenarbeit mit dem Bildhauer Alfred Hrdlicka, für den er viele Werke goss.

## Auszeichnungen
- 1989 Titel Kommerzialrat
- 1991 Silbernes Ehrenzeichen für Verdienste um das Land Wien
- 1993 Berufstitel Professor
- 1996 Große Silberne Ehrenmedaille der Wirtschaftskammer Wien

## Arbeiten für Künstler

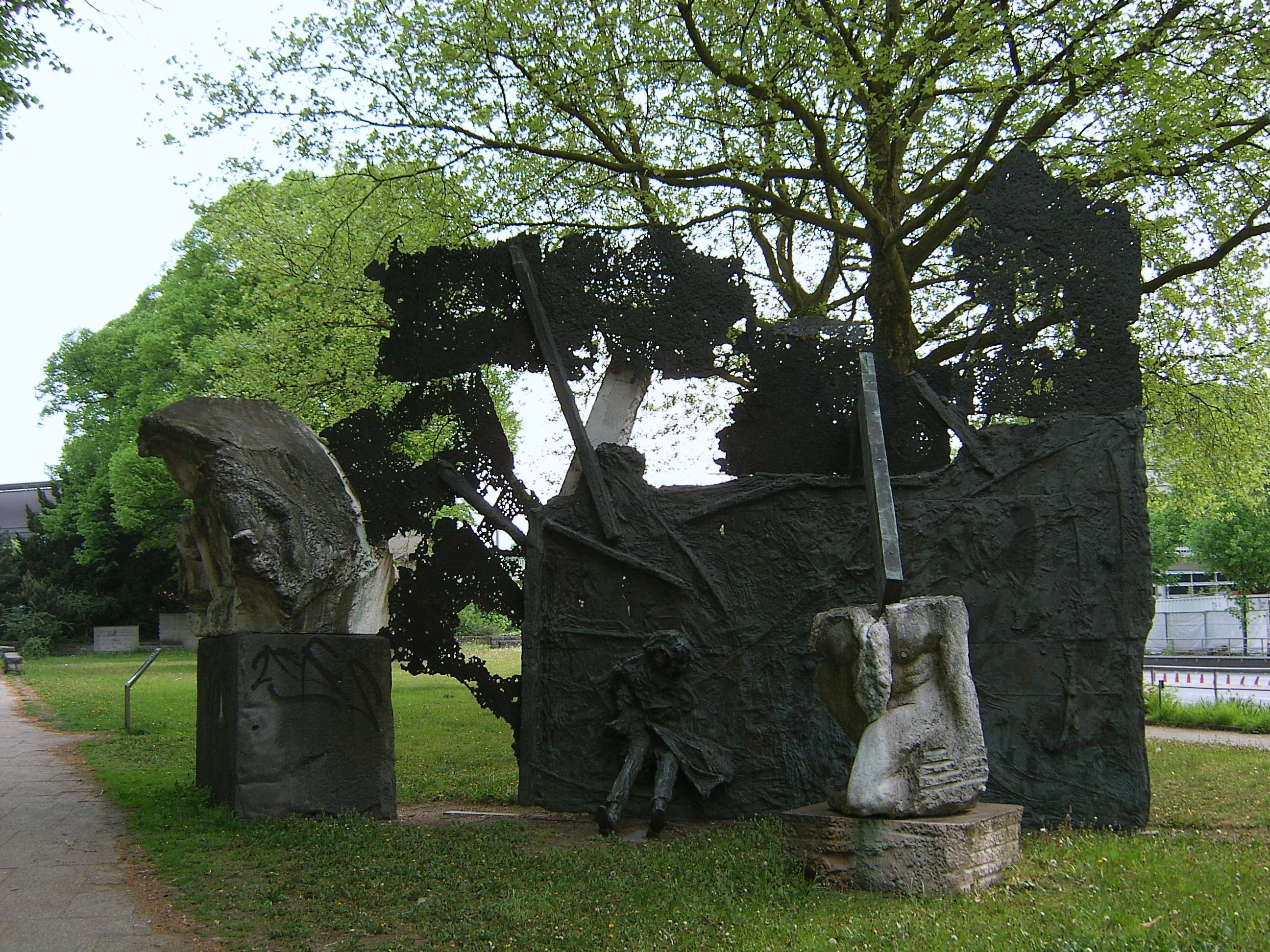
Hamburger Feuersturm, Alfred Hrdlicka, Wien, 1985

- Alfred Hrdlicka
- Fritz Wotruba[3]
- Josef Pillhofer
- Rudolf Schwaiger
- Oswald Oberhuber
- Franz Xaver Ölzant
- Roland Göschl
- Rudolf Hoflehner
- Gottfried Kumpf
- Leo Zogmayer
- Gustinus Ambrosi

## Denkmäler

Straßenwaschender Jude, Albertinaplatz, 1988

- Straßenwaschender Jude, Mahnmal gegen Krieg und Faschismus, Alfred Hrdlicka, 1988, Wiener Albertinaplatz
- Hamburger Feuersturm, Mahnmal gegen den Krieg, Gegendenkmal, Alfred Hrdlicka, 1985, Hamburg, Neustadt Grünanlage zwischen Stephansplatz und Bahnhof Dammtor[4]
- Richard-Wagner-Denkmal vor der Rheingoldhalle in Mainz